# داميان كوليغ
داميان كوليغ (بالبولندية: Damian Kulig) مواليد 23 يونيو 1987 في بولندا، هو لاعب كرة سلة بولندي. بدأ مسيرته الاحترافية في سنة 2004. يلعب في الدوري التركي لكرة السلة كلاعب وسط. يحمل الرقم 7. يبلغ طوله 6 قدم 9 بوصة (2.1 م).

## المسيرة الاحترافية
لعب مع نادي ستاروجارد جدانسكي لكرة السلة في موسم 2009–2010، ثم لعب مع نادي بوزنان لكرة السلة من سنة 2010 إلى 2012، ثم لعب مع تورو زغورجيلتس من سنة 2012 إلى 2015، ثم لعب مع طرابزون سبور لكرة السلة في الدوري التركي في موسم 2015–2016، ثم لعب مع بانفيت لكرة السلة في سنة 2016.

## الإنجازات
- الدوري البولندي لكرة السلة (1): 2013–14

## إحصائيات المسيرة

### الدوري الأوروبي
| السنة   | الفريق         | لعب | بدأ | دقيقة | ميداني% | ثلاثية | حرة  | ارتداد | صنع | استلاب | تصدي | نقطة | أداء |
| ------- | -------------- | --- | --- | ----- | ------- | ------ | ---- | ------ | --- | ------ | ---- | ---- | ---- |
| 2014–15 | تورو زغورجيلتس | 10  | 1   | 25.3  | .563    | .472   | .633 | 5.5    | 1.5 | .6     | 1.1  | 15.2 | 14.5 |
| المسيرة |                | 10  | 1   | 25.3  | .563    | .472   | .633 | 5.5    | 1.5 | .6     | 1.1  | 15.2 | 14.5 |

## روابط خارجية
- داميان كوليغ على موقع الاتحاد الدولي لكرة السلة (الإنجليزية)
- داميان كوليغ على موقع الدوري الأوروبي لكرة السلة (الإنجليزية)
- داميان كوليغ على موقع كرة السلة الأوروبية.كوم (الإنجليزية)
- داميان كوليغ على موقع ريلجم (الإنجليزية)
- داميان كوليغ على موقع بروبوليرز (الإنجليزية)
- داميان كوليغ على موقع سبورتس رفرنس (الإنجليزية)